# Bassin
Bassin je priimek v Sloveniji, ki ga je po podatkih Statističnega urada Republike Slovenije na dan 1. januarja 2010 uporabljalo 23 oseb in je med vsemi priimki po pogostosti uporabe uvrščen na 12.060. mesto.

## Znani nosilci priimka
- Aleksander Bassin (*1938), likovni kritik in galerist, kustos; vaterpolist
- Borut Bassin - Taubi (1944 - 2022), košarkar
- Luka Bassin (*1971), košarkar in trener
- Matena Bassin (*1980), etnologinja in kulturna antropologinja, cineastka
- Peter Bassin (*1944), arhitekt in urbanist
- Rajner Bassin (1901 - 1965), zdravnik okulist
- Romeo Bassin (? - 1962), tiskar, športni delavec, pobudnik športnega balinanja